# Девід Фрейзер Мактаггарт
Девід Фрейзер МакТаґарт(англ. David Fraser McTaggart; 24 червня 1932, Ванкувер, Британська Колумбія, Канада - 23 березня 2001, Пачіано, Умбрія, Італія) — засновник, керівник і головний натхненник екологічної організації Greenpeace.

## Коротка біографія та початок діяльності
Народився у Ванкувері 24 червня 1932. У молодості займався спортом. Був триразовим чемпіоном Канади з бадмінтону.
Залишивши школу в 17 років, він успішно зайнявся будівельним бізнесом. Протягом 20 років його компанія будувала різні об'єкти в Канаді та США. У 1967 році, вклавши всі свої грошові кошти, Девід приступив до будівництва гірськолижного курорту в Каліфорнії, але в 1969 році майже готові споруди згоріли внаслідок вибуху на лижній базі.
На останні заощадження Девід виплатив компенсацію постраждалим. У цьому ж році він купив вітрильний човен «Vega» і вирушив у морську подорож по Тихому океану. Саме під час подорожі, у 1972 році Девід випадково побачив оголошення про набір добровольців у маленьку екологічну організацію «Don't make wave» («Не робіть хвилі»). Саме тоді він дає човну нове ім'я — « Greenpeace III» і разом з активістами організації відправляється до атолу Муруроа, Франція збиралася провести перше ядерне випробування. Саме під його керівництвом почалася кампанія проти ядерних випробувань Франції у південній частині Тихого океану. Акція закінчилася сутичкою з французькими військовими, однак, і плани французького міністерства оборони були порушені. Далі невелика група екологів «оголосила війну» американському уряду, що проводив ядерні випробування на острові Амчитка (Аляска) — це була перша організована природоохоронна акція протесту. Саме у членів групи на чолі з Девідом Мактаґартом незабаром виникла ідея створення екологічної організації «Greenpeace». Пізніше Девід організував ряд інших демонстрацій і компаній за збереження китів, для захисту Антарктиди від видобутку корисних копалин, а також для завершення практики поховання ядерних відходів у море.
Девід Мактаґарт з 1979 по 1991 роки був незмінним президентом «Greenpeace», а в останні роки був почесним президентом організації. Його називали «першим воїном зеленого воїнства». Організація під його керівництвом вела боротьбу проти ядерних випробувань та радіяційної загрози, проти забруднення середовища промисловими відходами, виступала на захист тваринного світу. У 1991 році Девід серйозно захворів і відійшовши від справ, оселився на оливковій фермі в Італії.

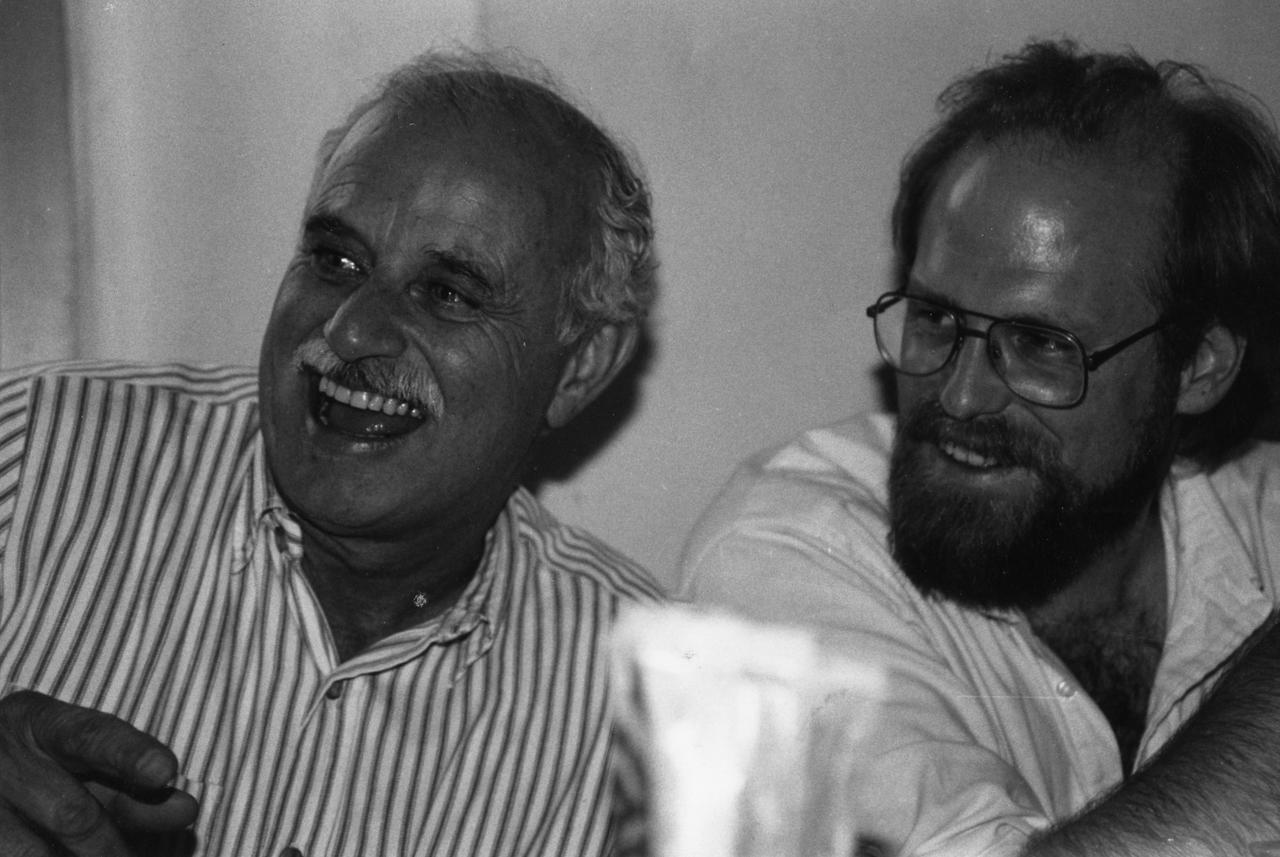
Девід Мактаггарт і Стів Сойер

## Загибель
Загинув Девід Мактаґарт в автомобільній катастрофі 23 березня 2001 року.